# Сандатовский (Песчанокопский район)
Сандатовский — хутор (разъезд) в Песчанокопском районе Ростовской области.
Входит в состав Песчанокопского сельского поселения.

## Население
| 2010 |
| ---- |
| 8    |

## Социальная сфера
В хуторе имеется детский дом «ДОМ ДЕТСТВА».